# Chiloplacus trilineatus
Chiloplacus trilineatus is een rondwormensoort. De wetenschappelijke naam van de soort is voor het eerst geldig gepubliceerd in 1940 door Steiner.